# Jean Joseph Gustave Léonard
Jean Joseph Gustave Léonard (1 de janeiro de 1920 — 23 de abril de 2013) foi um botânico belga que se distinguiu como director da Expedição Científica Botânica ao Irão. Trabalho extensamente no Jardim Botânico Nacional da Bélgica.

## Biografia
O seu nome serviu de epónimo aos seguintes taxa:
Géneros
- (Fabaceae) Leonardendron Aubrév.[3]
- (Fabaceae) Leonardoxa Aubrév.[4]

Especies
- (Euphorbiaceae) Phyllanthus leonardianus Lisowski, Malaisse & Symoens[5]
- (Fabaceae) Astragalus leonardii Maassoumi[6]
- (Fabaceae) Crotalaria leonardiana Timp.[7]
- (Vitaceae) Cissus leonardii Dewit[8]